# قیس بن مسعود
قیس بن مسعود کاردار خسرو پرویز بر سواد (عراق) بود. وی فرماندهی قشونی از اعراب را برعهده داشت که در جنگ ذوقار، یکی از قشون متحد با سپاه خسرو محسوب می‌شدند.

## زمینهٔ تاریخی
لخمی‌ها نام دودمانی عرب بود که در روزگار ساسانیان و میان سده‌های سوم تا هفتم میلادی بر حیره فرمان می‌راندند.
آخرین پادشاه لخمی‌ها، نعمان سوم (ابوقابوس نعمان بن منذر) به دستور خسرو پرویز زندانی شده و به قتل رسید. قتل نعمان منجر به سلسله حوادثی شد که در نهایت جنگ ذوقار را در پی داشت.
خسرو پرویز بعد از کشتن نعمان سوم، ایاس بن طائی را به جای وی والی حیره و تمامی ولایاتی کرد که به دست نعمان بود. ایاس مردی بود که هنگامی که خسرو پرویز از پیش بهرام چوبین فرار کرده و بطرف روم می‌رفت، به او توشهٔ راه و اسب داده و یاری رسانده بود. هنگامی که خسرو به پادشاهی بازگشت به وی چهار هزار نفر سپاهی داده و وی را سالار کرد.
نعمان قبل از دستگیری و مرگ همهٔ اموال و سلاحهای خود را به هانی بن مسعود، بزرگ قبیلهٔ شیبانی (یکی از قبیله‌های بکر بن وائل) سپرده بود. خسرو بعد از مرگ نعمان به ایاس نامه نوشت که اموال و سلاح‌های نعمان را نزد او بفرستد.
ایاس کس پیش هانی بزرگ طایفه فرستاد که اموال را پس بگیرد ولی هانی از دادن اموال خودداری کرده، گفت، تا جان دارم، ترکهٔ نعمان به کس ندهم. چون هانی ابا کرد، خسرو خشمگین شد و گفت که طایفهٔ بکر بن وائل را نابود خواهد کرد و خواست سپاه بفرستد.
ایاس به وی گفت که گروه بنی شیبان و گروه بنی بکر و بنی عجل مردمانی بسیارند و در زمستان پراکنده هستند، سپاه بزرگ لازم است و کار سختی است. قرار بر این شد که هنگام تابستان که هانی و همهٔ قبیلهٔ بکر بن وائل و بنی شیبان و بر سر آب ذوقار جمع شدند، سپاه برای جنگ فرستاده بشود.

## فرماندهان و قشون شرکت کننده در جنگ ذوقار
در جنگ ذوقار که نخستین جنگ منجر به پیروزی اعراب، شناخته می‌شود، ایاس بن طائی، فرماندهی سپاه خسرو را برعهده داشت. سپاه خسرو از قشون زیر تشکیل شده بود.
۱. سپاه قیس بن مسعود، کاردار خسرو در سواد (عراق)، مرکب از ده هزار نفر عرب.
1. سپاه هامرز تستری، فرمانده سپاه خسرو، مرکب از دوازده هزار نفر.
2. سپاه هرمز خرداد، مرکب از هشت هزار نفر.
3. سپاه جلابزین، فرمانده سپاه خسرو.

در این جنگ هانی بن مسعود و حنظله بن ثعلبه از قبیلهٔ بکر بن وائل فرماندهی اعراب را بر عهده داشتند.

## تبانی پنهانی قیس بن مسعود
قیس بن مسعود خود از قبیلهٔ شیبانی بود و جنگیدن با هم خویشان برای وی سخت بود.
در تاریخ بلعمی آمده‌است: قیس بن مسعود مردی بود از بنی شیبان و کاردار کسری بود، بر سواد عراق و مهتر بود اندر همهٔ عرب و با سپاه بسیار بود. کسری به او نامه فرستاد که سپاه گرد کن و همهٔ عرب را که توان دارند از سواد عراق برگیر، و بسوی ایاس بن طائی شو که خلیفهٔ من است بر ملک عرب و او را یاری کن در جنگ با بنی شیبان و بنی بکر و هانی بن مسعود، چون این نامه به قیس بن مسعود رسید، او را سخت آمد با همهٔ قبایل عرب و خویشان خود جنگ کند و از بیم خسرو هیچ نتوانست کرد. پس ده هزار مرد از عرب گرد آورد و بسوی ایاس به حیره رفت.
قیس بن مسعود که با ایاس و لشکر خسرو بود، دلش با هانی بن مسعود بود از بهر آنکه قرابت یکدیگر را بود، خواست که ظفر ایشان را بود. پس به شب سوی ایشان کس فرستاد و هانی و حنظله بن ثعلبه سالار قبیله را گفت، مرا از دل و جان با شما پیوند است و می‌خواهم که ظفر شما را بود، نه ایاس را و نه عجم را، که بیگانه اند و شما قرابت ولیکن بسوی شما نمی‌توانم آمدن که ندانیم ظفر که را خواهد بود و آن دوست‌تر دارید که امشب بگریزیم، تا گروه عجم بهزیمت شوند، یا آن خواهید که فردا صف جنگ راست شود و جنگ درگیرد ما پشت بدهیم و روی به هزیمت نهیم، تا عجم جملگی عاجز و حیران شوند و ایشان نیز به هزیمت روند.
هانی بن مسعود و حنظله بن ثعلبه و جمله عرب گفتند، ما آن خواهیم که فردا در صف جنگ هزیمت شوند.
پس لشکر عرب چون خبر قیس بن مسعود بشنیدند، بر جنگ حریص شدند و دل بر مرگ نهادند که فردا از جان گذشته بکوشیم.
پس حنظله بن ثعلبه گفت که فردا پانصد مرد را در کمینگاه بنشانیم، جایی که کس نبیند و ما خود به جنگ رویم، در جنگ بیکدیگر بپیوندیم.
روز نبرد لشکر هانی به یکباره حمله کردند و آن پانصد مرد نیز از کمین درآمدند و آن لشکر عرب که همراه ایاس بن طائی سالار سپاه عجم بود، هزیمت شدند و ایاس تنها بماند؛ و ایرانیان چون هزیمت هم سپاهیان عرب را شنیدند و بدیدند، از تشنگی بطاقت بودند و دلشکسته، لشکر عرب آنها را اندر میان گرفته و شمشیر نهادند تا چندان کشته شدند که به هیچ حرب این مقدار کشته نشده بودند.
از عوامل شکست ایران در جنگ ذوقار غیر از اینکه، طبق تبانی قبلی، قیس بن مسعود، در هنگام نبرد سپاه خود را از میدان بیرون کشید و سپاه ایرانیان را، در میانهٔ میدان، تنها گذاشت. عامل دیگر شکست، ذخیره نداشتن آب کافی بود. ایرانیان که احتمالاً پیروزی سریعی را برای خود پیش‌بینی کرده بودند، تنها برای دو روز آب به همراه داشتند و اعراب پیش برای دو هفته آب ذخیره کرده بودند، پس جنگ را به درازا کشانده، بسیاری از سپاهیان ایران، از گرما و تشنگی هلاک شدند.